# Publius Varius Valentinus
Publius Varius Valentinus (vollständige Namensform Publius Varius Publi filius Aemilia Valentinus) war ein im 1. und 2. Jahrhundert n. Chr. lebender Angehöriger des römischen Ritterstandes (Eques).
Durch ein Militärdiplom, das auf den 16. Juni 123 datiert ist, ist belegt, dass Valentinus 123 Kommandeur der Ala I Asturum war, die zu diesem Zeitpunkt in der Provinz Dacia inferior stationiert war. Er war in der Tribus Aemilia eingeschrieben und stammte aus Dyrrachium.